# Buch in Tirol
Buch in Tirol település Ausztriában, Tirolban a Schwazi járásban található. Területe 9,49 km², lakosainak száma 2 512 fő, népsűrűsége pedig 260 fő/km² (2014. január 1-jén). A település 545 méteres tengerszint feletti magasságban helyezkedik el.
A település részei: 
- Maurach
- Obertroi
- Rotholz
- St. Margarethen
- Troi
- Untertroi

## Fordítás
- Ez a szócikk részben vagy egészben  a   Buch in Tirol című angol Wikipédia-szócikk ezen változatának fordításán alapul.  Az eredeti cikk szerkesztőit annak laptörténete sorolja fel. Ez a jelzés csupán a megfogalmazás eredetét és a szerzői jogokat jelzi, nem szolgál a cikkben szereplő információk forrásmegjelöléseként.